# Onitis pumilio
Onitis pumilio är en skalbaggsart som beskrevs av Vladimir Balthasar 1963. Onitis pumilio ingår i släktet Onitis och familjen bladhorningar. Inga underarter finns listade i Catalogue of Life.